# Колін Генрі Вілсон
Ко́лін Ге́нрі Ві́лсон (англ. Colin Henry Wilson; 26 червня 1931 — 5 грудня 2013) — англійський письменник і філософ, представник напрямку «Сердиті молоді люди».

## Життєпис
Народився в місті Лестер (графство Лестершир, Велика Британія), у 16 років покинув школу, працював на фабриці, потім клерком у місцевому податковому управлінні, служив у Королівських ВПС, був продавцем журналів у Парижі, у вільний час займався літературною творчістю.
1954 року почав заробляти на життя літературною творчістю. 1956 вийшла перша його книжка «Сторонній» (англ. The Outsider), яка мала успіх.
У кінці 1960-х Вілсон почав читати лекції в університетах. Викладав літературу в США.
У 1967 написав один з найвідоміших своїх творів — фантастичний роман «Паразити свідомості» (The Mind Parasites, 1967).
У 1987 почав писати свою найпопулярнішу фантастичну сагу «Павучий світ» (Spider World).
Також Колін Вілсон — автор понад 80-ти книг в області літературної критики, музики, кримінології, соціології, історії, сексології, філософії, окультизму.

## Видання українською
- Вілсон К. Паразити свідомості. Роман: Пер. з англ. — К.: Молодь, 1988. — 208 с. — ISBN 5-7720-0118-3